# Plutorectis pelloceros
Plutorectis pelloceros är en fjärilsart som beskrevs av Turner 1932. Plutorectis pelloceros ingår i släktet Plutorectis och familjen säckspinnare. Inga underarter finns listade i Catalogue of Life.